# Kevin McHale (košarkaš)
Kevin McHale (Hibbing, Minnesota, SAD, 19. prosinca 1957.) je bivši američki košarkaš hrvatskog podrijetla. Igrao je za Boston Celticse gdje je osvojio 3 NBA prvenstva.

## Životopis
Rodio se u Hibbingu u američkoj saveznoj državi Minnesoti 1957. godine u irsko-hrvatskoj obitelji od oca Paula Austina McHalea i majke Josephine Patricie Starcevich.

## Nakon prestanka igračke karijere
Nakon što je prestao igrati, radio je za Minnesota Timberwolvese kao glavni menadžer tog sastava te poslije kao trener. Trenerski ugovor mu je raskinut lipnja 2009. godine. Poslije je radio kao analitičar za NBA TV i Turner Sports. 